# Тирски шекел
Тирски шекел је био новац сребреник који потиче из древног града Тир у данашњем Либану. Новац је био у употреби за време Римског царства на Блиском истоку.
Са тим новцем је плачана и такса за јеврејски храм у Јерусалиму а у историју је ушао као новац са којим је Кајафа подмитио Јуду Ишкариотског.